# استفتاء مين 2018
استفتاء مين 2018 تم وضع استفتاءين على الاقتراع على مستوى الولاية في ولاية مين في عام 2018. وكلاهما كان من مقترحات المواطنين.
إحداها كانت انتخابات استفتاء خاصة أُجريت في 12 يونيو 2018، بالتزامن مع الانتخابات التمهيدية للولاية، والتي غطت:
- إلغاء تأجيل التصويت بالاختيار المصنف: كان هذا استفتاء شعبيًا باستخدام حق النقض (الفيتو) سعى إلى إلغاء قانون أقرته الهيئة التشريعية في ولاية ماين والذي أخر تنفيذ التصويت بالاختيار المصنف وربما أدى إلى إلغائه تمامًا. تم تمرير التصويت بالاختيار التصنيفي من قبل الناخبين في ولاية ماين في استفتاء عام 2016. نجح حق النقض الشعبي حيث صوت 53.88٪ بنعم.[1]

تم إجراء انتخابات استفتاء مقررة بانتظام في 6 نوفمبر 2018، بالتزامن مع انتخابات المكاتب الفيدرالية ومكاتب الولايات، والتي غطت:
- تمويل الرعاية الصحية المنزلية: سعى هذا الاقتراح إلى تطبيق ضريبة بنسبة 3.8٪ على الدخل الذي يزيد عن 128،400 دولار أمريكي لتمويل خدمات الرعاية الصحية المنزلية لكبار السن والمعوقين، بالإضافة إلى إنشاء مجلس حكومي لإدارة الأموال.[2]